# نطاق نهر الرياح

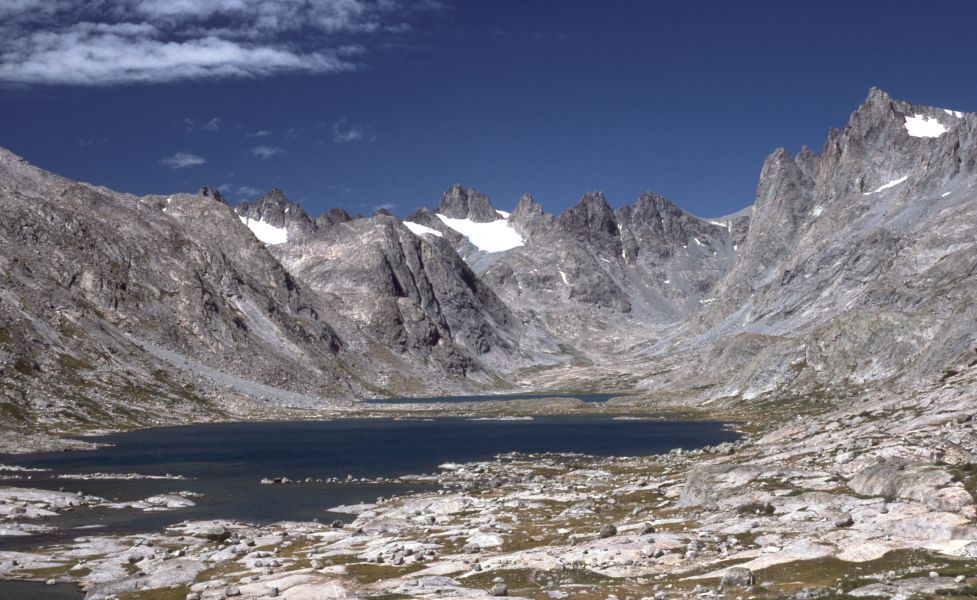
تيت كومب ليكس

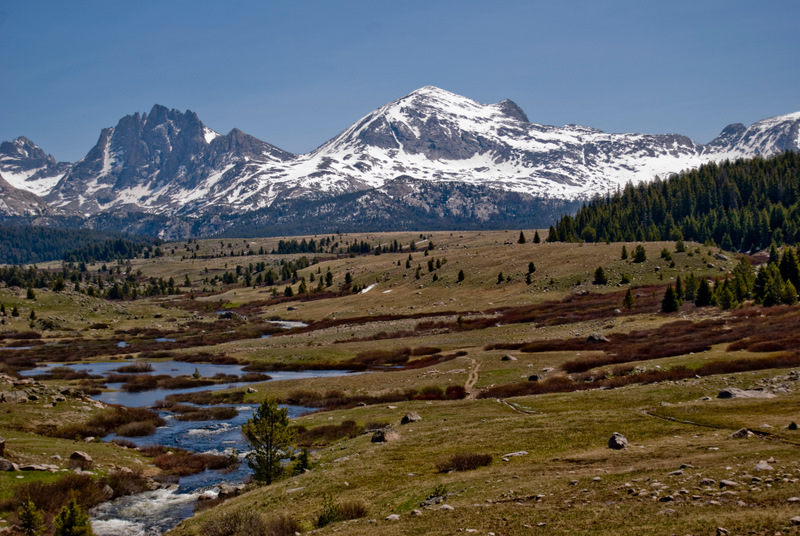
النظر عبر حوض بونفيل إلى جبل بونفيل ورياد بيك.

سلسلة نهر الرياح (أو «الرياح» باختصار) ، هي سلسلة جبال جبال روكي في غرب وايومنغ في الولايات المتحدة . المدى يعمل تقريبًا NW – SE لحوالي 160 كـم (100 ميل) . يتبع The Continental Divide ذروة النطاق ويتضمن قمة جانيت ، التي تبلغ 4,207 متر (13,802 قدم) ، أعلى قمة في وايومنغ كامله ؛ وأيضا فريمونت بيك عند 4,191 متر (13,750 قدم) ، ثالث أعلى قمة في وايومنغ. هناك أكثر من 40 قمم أخرى مسماة تتجاوز 12,999 قدم . باستثناء جراند تيتون في نطاق تيتون ، فإن أعلى قمم 19 التالية في وايومنغ بعد غانيت هي أيضًا في الرياح.
غابات وطنية كبيرة بما في ذلك ثلاث مناطق برية تشمل معظم سلسلة الجبال. تقع غابة شوشون الوطنية على الجانب الشرقي من الانقسام القاري بينما تقع غابة بريدجر تيتون الوطنية في الغرب. تعد الغابات الوطنية وسلسلة الجبال بأكملها جزءًا لا يتجزأ من النظام البيئي يلوستون الكبرى . توجد أجزاء من الجانب الشرقي من النطاق داخل محمية Wind River الهندية .

## التاريخ
عاش السكان الأصليون في الحوض العظيم ، مثل الأمريكيين الأصليين من Shoshones و Absarokas (Crow) ، في النطاق الذي بدأ قبل 7000 و 9000 سنة. قرى تصل إلى 10,000 قدم (3,000 م) في الارتفاع ، الذي يعود إلى 700 إلى 2000 قبل الميلاد ، تمت دراسته مؤخرًا من قبل علماء الآثار. تم إنشاء هذه القرى من قبل فرقة Sheepeater من Shoshone خلال موسم حصاد الصنوبر . واحد ، يطلق عليه «هاي رايز» ، يضم 60 كوخًا على مساحة 26 فدانًا وتم إضافته مؤخرًا إلى السجل الوطني للأماكن التاريخية .
يعتقد أن أحد الرجال من بعثة لويس وكلارك ، جون كولتر ، هو أول شخص أمريكي أوروبي يشاهد النطاق عندما زار المنطقة حوالي عام 1807 ، على الرغم من أنه لا يُعرف سوى القليل عن رحلاته عبر المنطقة. في عام 1812 ، كان حزب بقيادة ويلسون برايس هانت أول من عبر ساوث باس ، في الطرف الجنوبي من النطاق ، الممر الذي ميز الانقسام القاري وشعار جبال روكي وأصبح جزءًا مهمًا من أوريغون تريل .
تم متابعة التسلق في منتصف وأواخر القرن التاسع عشر من قبل رجال مثل جون سي فريمونت ، عادة لغرض مسح المنطقة. بدأ المتسلقون الأوائل الذين جاؤوا بحتة للترفيه في العشرينيات. تم تسلق <b>قمة</b> جانيت ، وهي المجموعة وأطولها في وايومنغ ، لأول مرة بواسطة آرثر تيت وفلويد ستالناكر في عام 1922. ركز معظم التسلق المبكر في المنطقة حول حوض تيتكومب ، حيث يشع ببطء نحو الخارج. اليوم ، لا يزال حوض تيتكومب أحد أكثر مناطق الجذب الترفيهية ازدحاما في المنطقة إلى جانب سيرك الأبراج في الجنوب.
تلقى جزء كبير من سلسلة جبال الريح حماية فيدرالية كمناطق بدائية للغابات الوطنية خلال 1931-1932. محمية نهر الرياح الآن إلى حد كبير من قبل ثلاث مناطق برية اتحادية. وتشمل هذه Bridger Wilderness على المنحدر الغربي ، المعين في عام 1964 ، و Fitzpatrick Wilderness و Popo Agie Wilderness على المنحدر الشرقي ، المعينين في 1976 و 1984 على التوالي. وتحمي هذه المناطق البرية معًا 728,020 أكر (294,620 ها) ، مما يجعل سلسلة Wind Wind Range واحدة من أكبر المناطق الخالية من الطرق في الولايات المتحدة القارية. جزء من المنحدر الشرقي لسلسلة Wind River يخضع أيضًا لحماية محمية Wind River Indian .

## جيولوجيا
وتتكون الرياح أساسا من الجرانيت الباثوليت متعدد وهو الجرانيت صخرة تشكلت عميقة تحت سطح الأرض ، منذ أكثر من بليون سنة. على مدى مئات الملايين من السنين ، تآكلت الصخور التي كانت تغطي هذا الحوض. بينما استمرت الأرض في الارتفاع خلال لاراميد أوروجيني ، حدث تآكل إضافي حتى كل ما تبقى هو صخور الجرانيت. بدأت العصور الجليدية التي بدأت قبل 500000 سنة في نحت الصخور في أشكالها الحالية. داخل الرياح ، تم تشكيل العديد من البحيرات من قبل الأنهار الجليدية وتم نحت العديد من الدوائر ، أو الوديان الدائرية ، من الصخور ، وأشهرها سيرك الأبراج ، في القسم الجنوبي من النطاق. تدعي غابة شوشون الوطنية أن هناك 16 نهرًا جليديًا مسمى و 140 جليديًا غير مسمى على الجانب الشرقي من النطاق لما مجموعه 156 ، مع 27 أخرى ذكرت من قبل غابة بريدجر تيتون الوطنية للمنحدرات الغربية للنطاق. العديد من هذه هي أكبر الأنهار الجليدية في جبال روكي الأمريكية. <b>نهر جانيت الجليدي</b> الذي يتدفق أسفل المنحدر الشمالي لقمة جانيت ، هو أكبر نهر جليدي فردي في جبال روكي في الولايات المتحدة ، ويقع في فيتزباتريك ويلدرنيس في غابة شوشون الوطنية.

## الهيدرولوجيا
العديد من الأنهار الرئيسية لها منابع على جانبي النطاق. يصب نهرا النهر الأخضر والكبير الرملي جنوبًا من الجانب الغربي من النطاق ، بينما يصب نهر الرياح باتجاه الشرق عبر حوض شوشون . The Green هو أكبر شوكة في نهر كولورادو في حين أن Wind Wind ، بعد تغيير اسمه إلى نهر Bighorn ، هو أكبر شوكة في نهر Yellowstone . يشمل النطاق العديد من الأخاديد على كلا الجانبين ، بما في ذلك سيلاس كانيون وسينكس كانيون على الجانب الشرقي. الأخاديد منحوتة من الأنهار مثل الشوكة الوسطى لبوبو أجي الذي يغذي نهر الرياح.
يحتوي Bridger Wilderness على أكثر من 1300 بحيرة. يتراوح حجم هذه البحيرات من أقل من 3 أكر (1 ها) إلى أكثر من 200 أكر (81 ها) ، بمتوسط حجم حوالي 10 حول 10 . تاريخياً ، كانت بحيرات وتيارات Bridger Wilderness خالية من الأسماك ، كما كانت معظم بحيرات جبال الألب في جميع أنحاء جبال روكي . تم إجراء أول عملية زرع معروفة للأسماك في المنطقة عام 1907 عندما تم إدخال تراوت نهر كولورادو في بحيرة نورث فورك. تم تخزين الأسماك بشكل كبير من قبل الأفراد ، خدمة الغابات في الولايات المتحدة ، وإدارة الألعاب والأسماك في وايومنغ ، بين عامي 1924 و 1935.

## علم البيئة

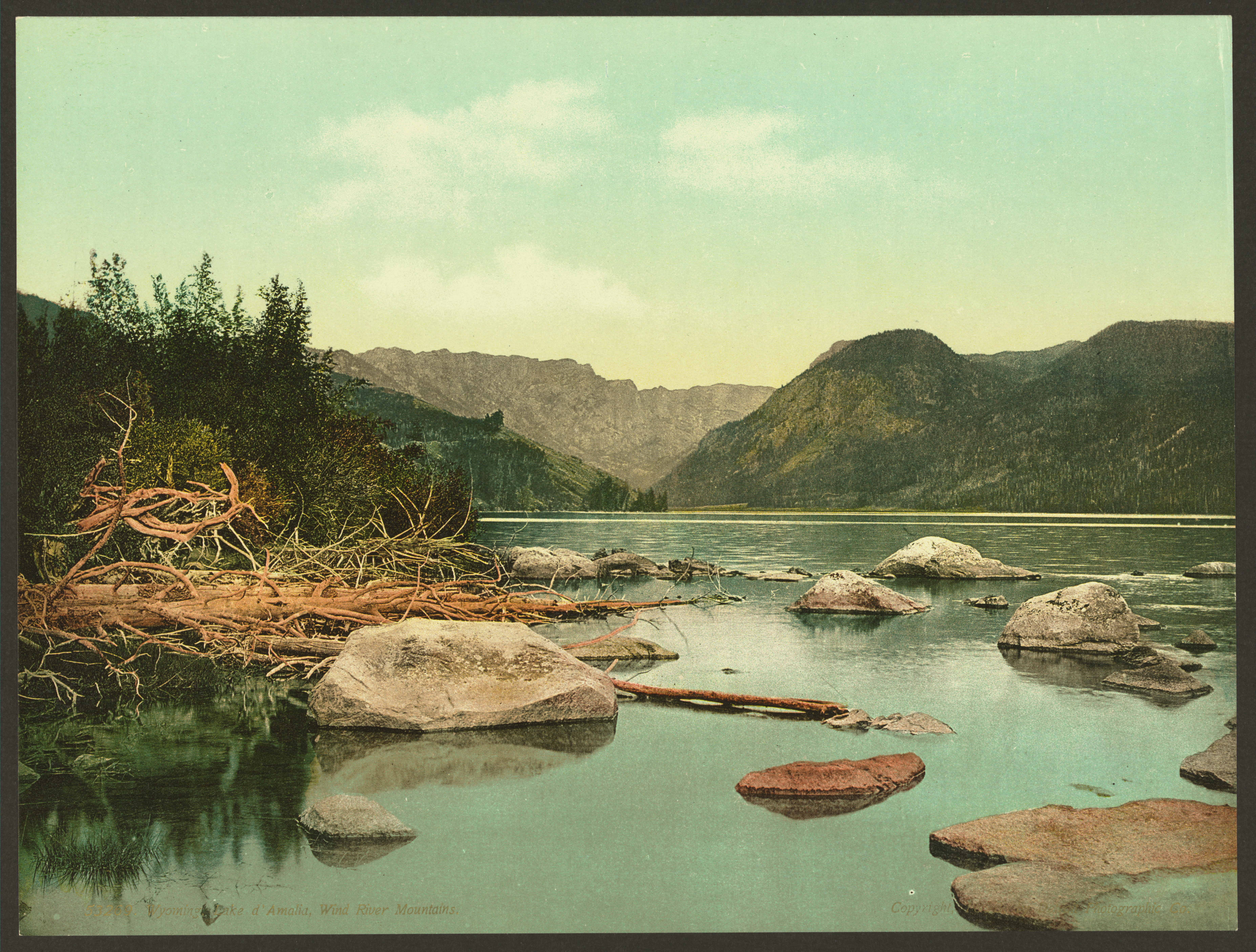
بحيرة أماليا ، أواخر القرن التاسع عشر

من المعروف أن الرياح لديها عدد صغير من الدببة الرمادية ، في المقام الأول في المناطق الشمالية. وتشمل الثدييات الأخرى الدب الأسود ، الأيائل ، موس ، الغزلان البغل ، شوكة قرنفل ، الأغنام الكبيرة ، أسد الجبل ولفيرين . النسور الصلعاء والصقور والصقور ليست سوى عدد قليل من 300 نوع من الطيور المعروف أنها تعيش في المنطقة. تعد الأنهار والبحيرات موطنًا لحلق يلوستون ، وقوس قزح ، وجذر ، وبني ، وبحيرة ، وسمك السلمون الذهبي - تم تخزين 2.5 مليون منها من قبل مستكشف محلي يدعى فينيس ميتشل وزوجته خلال فترة الكساد الكبير. ويهيمن على الغابات الصنوبر صنوبر ابيض الساق ، والصنوبر Whitebark ، والتنوب subalpine ، والتنوب من Engelmann .
يقع النطاق جنبًا إلى جنب مع العديد من طرق هجرة الحيوانات في الولايات المتحدة ويحتوي على العديد من الممرات المهمة ، ولا سيما الممر الجنوبي ، 2,301 متر (7,549 قدم) ، في الطرف الجنوبي من النطاق ، والذي كان أحد أهم الممرات على ممر أوريغون حيث يمر عبر جبال روكي. وبصرف النظر عن الممر الجنوبي ، الذي يقع في الطرف الجنوبي من النطاق ، لا توجد طرق تعبر الجبال حتى ممر الاتحاد ، 2,807 متر (9,209 قدم) في الطرف الشمالي من النطاق. هناك العديد من الممرات بين القمم الطويلة عبر الفجوة القارية ، والتي تمتد عبر النطاق بأكمله.

## الترفيهية
تعتبر الرياح وجهة ترفيهية شعبية وتجذب مناطق البرية الشاسعة المتنزهين والمتسلقين والمتزلجين. تحتوي الرياح على العديد من مناطق البلاد الخلفية التي تشهد استخدامًا كثيفًا على الرغم من البعد النسبي للعديد من رؤوس الممرات والمقاربات الطويلة من تلك الممرات للوصول إلى الطرق. اثنان من الوجهات الأكثر شعبية لحقائب الظهر يحوض تيت كومب (يتم الوصول إليها عادة عبر ممر الخارت تريلهيد)  و سيرك ال (يتم الوصول إليها عادة عبرتريلهيد ساندي الكبير ). الجرانيت المكشوف في المرتفعات العليا من النطاق جذاب بشكل خاص للمتسلقين ومناطق مثل سيرك الأبراج في الجزء الجنوبي من النطاق تواجه مشاكل في الاستخدام الزائد نتيجة لذلك. وفقًا لموقع منتجع وايت باين <b>للتزلج</b> ، تعد الرياح موطنًا لمنطقة تزلج واحدة ، وهي وايت باين ، وهي التزلج الوحيد الذي يمكن الوصول إليه بواسطة المصعد والتزلج على الجليد في النطاق. تقع بالقرب من بينديل ، وهي أقدم منطقة للتزلج في وايومنغ.

## الممرات
يحتوي نطاق نهر الرياح على عدد من الممرات لاستكشاف ظهورهم ، بما في ذلك: 
- Big Sandy (elevation 9,080 قدم (2,770 م))
- Boulder Lake (elevation 7,780 قدم (2,370 م))
- Burnt Lake (elevation 8,000 قدم (2,400 م))
- Elkhart Park (elevation 9,280 قدم (2,830 م))
- Green River Lake (elevation 8,040 قدم (2,450 م))
- Half Moon Lake (elevation 7,600 قدم (2,300 م))
- Meadow Lake (elevation 8,040 قدم (2,450 م))
- New Fork (elevation 7,890 قدم (2,400 م))
- Scab Creek (elevation 7,870 قدم (2,400 م))
- Spring Creek Park (elevation 8,480 قدم (2,580 م))

 وجهة شعبية طويلة لعشاق الهواء الطلق ، وقد استضافت سلسلة جبال الريح أيضًا عددًا من برامج التعليم في الهواء الطلق والبرية. لقد جعلها عدد الطرق ومسارات التضاريس مرحلة مثالية للتعلم والاستكشاف.

## المخاطر
تواجه الدببة مصدر قلق في سلسلة نهر الرياح. هناك مخاوف أخرى أيضًا ، بما في ذلك الحشرات وحرائق الغابات وظروف الثلوج المعاكسة ودرجات الحرارة الباردة ليلاً .
الأهم من ذلك ، كانت هناك حوادث ملحوظة ، بما في ذلك الوفيات العرضية ، بسبب السقوط من المنحدرات شديدة الانحدار (يمكن لخطأ أن يكون مميتًا في هذه الفئة 4/5 تضاريس ) وبسبب سقوط الصخور ، على مر السنين ، بما في ذلك 1993 ،  2007 ( يشمل قائد NOLS من ذوي الخبرة) ،  2015  و 2018. وتشمل الحوادث الأخرى ظهور شخص يحمل جروحًا خطيرة على متنه بالقرب من باينديل (وايومنغ )  في عام 2005 ،  وحادث مسافر قاتل (من سقوط عرضي واضح) في عام 2006 تضمن البحث والإنقاذ من الدولة. لا تقدم خدمة الغابات في الولايات المتحدة سجلات مجمعة محدثة عن العدد الرسمي للوفيات في نطاق نهر الرياح.
نطاق نهر الرياح

## روابط خارجية
- معلومات عامة عن سلسلة نهر الرياح
- تسلق سلسلة نهر الرياح ( المزيد )
- الأنهار الجليدية في سلسلة نهر الرياح
- موقع شوشون الوطني للغابات الوطنية
- معلومات القارب تقسيم الطريق